# Tofik Šachverdiev
Tofik Šachverdiev (Baku, 12 settembre 1938) è un regista sovietico.

## Filmografia parziale

### Regista
- Dvoe v novom dome (1978)
- Predčuvstvie ljubvi (1982)